# Єрик (озеро)

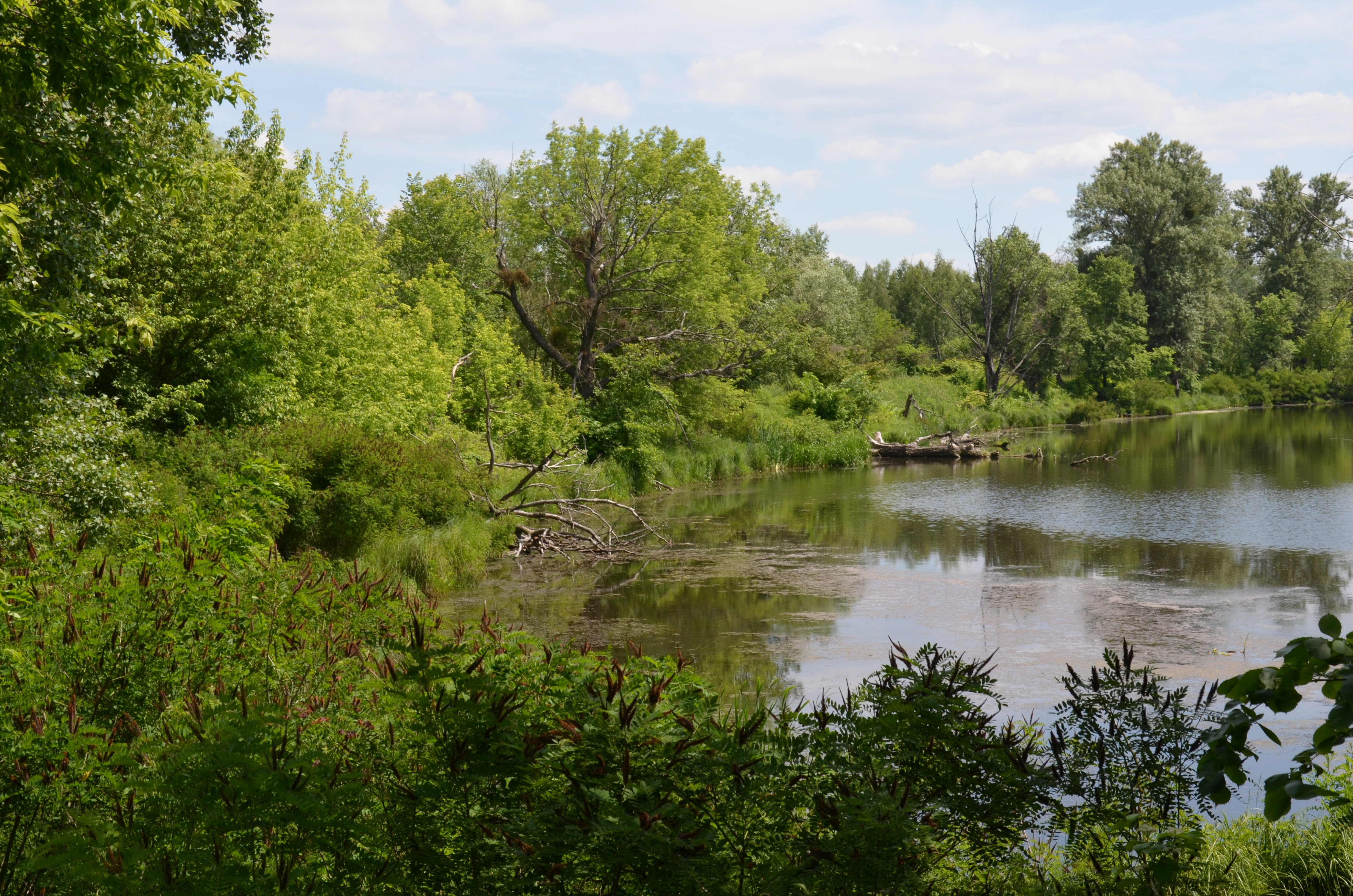
Озеро Єрик

Єрик (озеро) — озеро у правобережній поймі Дніпра нижче Телички і східніше урочищ Покол і Корчувате. Примикає до острова Галерного.